# Denis André Dasoul
Denis André Dasoul (Liegi, 20 luglio 1983 – Bali, 4 novembre 2017) è stato un calciatore belga, di ruolo centrocampista.
È scomparso nel 2017 all'età di 34 anni, colpito da un fulmine mentre faceva surf al largo dell'isola di Bali.

## Carriera
Ha giocato 26 partite nel campionato austriaco (12 presenze nel 2003-2004 e le restanti 14 nell'annata successiva) con il SW Bregenz, società fallita nel 2005. Ha quindi proseguito la carriera prevalentemente nelle serie inferiori italiane.